# Christian Campiche
 (juillet 2024).
Il peut être nécessaire de l'améliorer pour respecter le principe de neutralité de point de vue. Veuillez consulter la page de discussion pour plus de détails.

 (juillet 2024).
 (juillet 2024).
Pour les articles homonymes, voir Campiche.
Christian Campiche est un journaliste, essayiste et romancier suisse né en 1948.

## Biographie
Créateur et animateur depuis 2003 du journal en ligne suisse « la méduse », il a été journaliste à l'Agence télégraphique suisse (1980-1988), rédacteur en chef adjoint du magazine Bilan (1989-1994) et du quotidien L'AGEFI (1994-1996). Il a dirigé la rubrique économique du Journal de Genève (1996-1998) et de la Liberté (2000-2007). De 2007 à 2008, il est directeur et rédacteur en chef de la "Lettre hebdomadaire du Journal de Genève et Gazette de Lausanne. Cofondateur en 2009 du magazine EDITO+KLARTEXT, spécialisé dans l'analyse de l'actualité médiatique, il en a été le rédacteur en chef de 2009 à 2013. Il est membre du Comité de rédaction du magazine Culture Enjeu. Il a été chroniqueur à l'hebdomadaire genevois Genève Home Informations et collabore aux journaux en ligne infosperber, journal21 et sept.info.

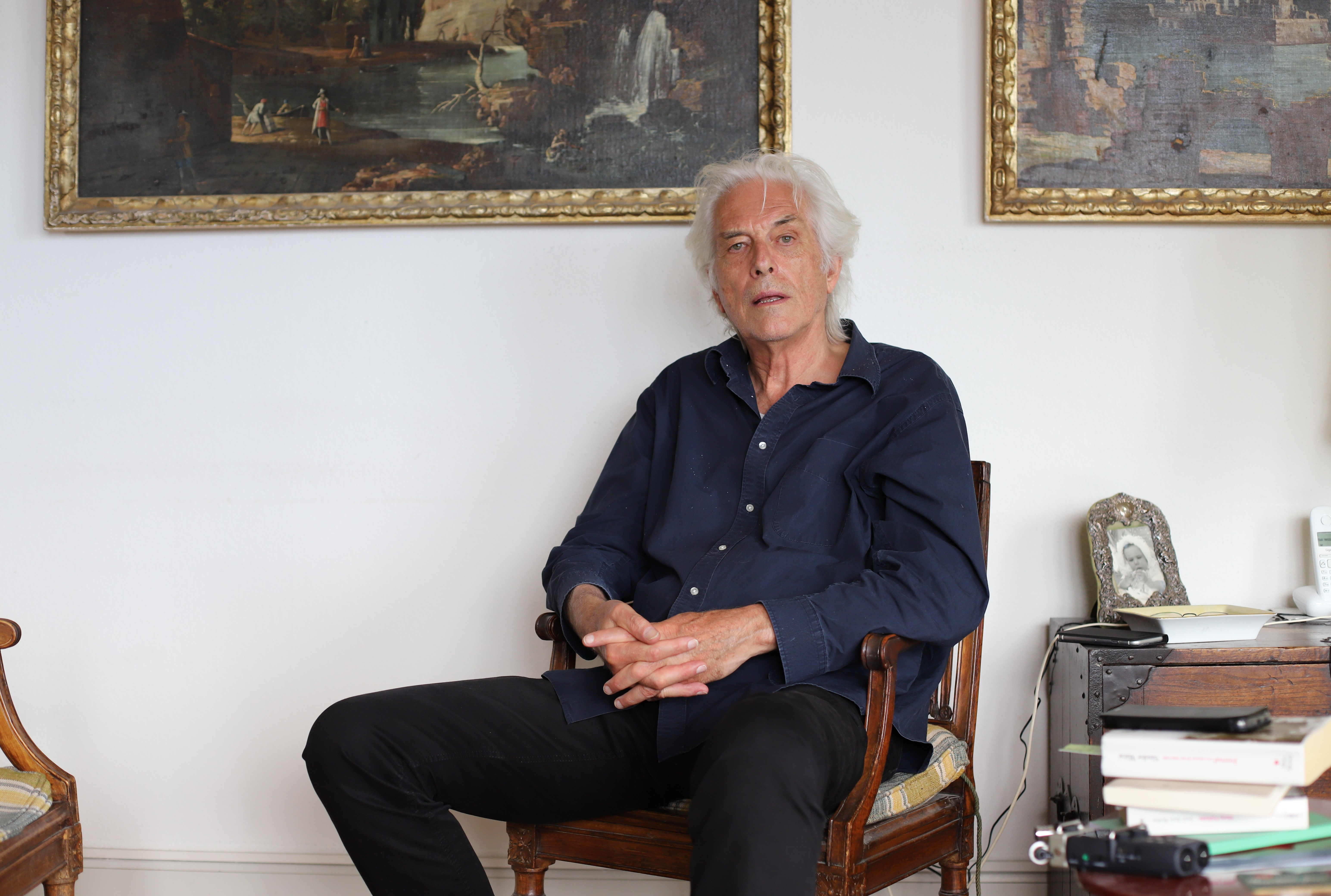
Christian Campiche

Cofondateur de l’association info-en-danger, ex-membre (2011-2017) du Conseil de fondation du Conseil suisse de la presse, membre du comité éditorial d'EDITO+KLARTEXT, président d'honneur de Presse Emblème Campagne. De 2015 à 2019, il assume la présidence d'impressum, la plus grande organisation de journalistes de Suisse, après en avoir été le vice-président depuis 2007 et siégé au Comité central depuis 2005.

## Œuvres
- Denis de Rougemont, le séducteur de l'Occident, Georg éditeur, 1999
- Le Nègre de la Rose, De Rougemont, Consuelo, Saint-Exupéry[1], Éditions de L'Hèbe, 2004
- Le krach mondial - Chronique d'une débâcle annoncée[2], Éditions de L'Hèbe, 2008
- Info popcorn - Enquête au cœur des médias suisses[3], Éditions Eclectica, 2010

Cet ouvrage a été écrit en collaboration avec Richard Aschinger et publié en allemand sous le titre News-Fabrikanten - Schweizer Medien zwischen Tamedia und Tettamanti, Europa Verlag, Zurich.
- Montbovon (roman)[4], aux Éditions de l'Aire, 2015.
- La presse romande assassinée, Éditions Eclectica, 2017. http://eclectica.ch/f/info_popcorn.php [archive]
- Le tango des prédateurs - Chroniques 2013-2017, Dictus Publishing. https://www.dictus-publishing.eu/catalog/details//store/fr/book/978-3-659-55983-9/le-tango-des-pr%C3%A9dateurs
- Les Chroniques du Médusé 2017-2020, Éditions La Méduse, 2020 https://www.infomeduse.ch/2020/05/01/le-meduse-publie-ses-chroniques
- Nous ne retournerons plus à Sashalom (roman), Éditions La Maraude, 2021. https://www.le-courrier.ch/cest-a-lire-nous-ne-retournerons-plus-a-sashalom-de-christian-campiche/
- Ce dernier ouvrage a été publié en hongrois aux éditions Erdélyi Szalon de Budapest sous le titre "Többé nem megyünk vissza Sashalomra » https://www.erdelyiszalon.hu/product-page/christian-campiche-tobbe-nem-megyunk-vissza-sashalomra

- Les Chroniques du Médusé 2020-2022, Éditions La Méduse, 2022 https://www.infomeduse.ch/2022/06/07/chroniques-du-meduse-rebelote/
- Les Chroniques du Médusé 2022-2024, Éditions La Méduse, 2024 https://www.infomeduse.ch/2024/05/23/chroniques-du-meduse-2022-2024/
- Lynchage à Nonfoux, Éditions Mon Village, 2024 https://www.infomeduse.ch/2024/07/11/livres-lynchage-a-nonfoux-micmac-politico-economique-dans-le-landerneau-vaudois/